# نادي الهلال (نيالا)
نادي الهلال الرياضي المعروف أيضا باسم هلال نيالا، هو نادي كرة قدم سوداني وهو نادي أساسي في السودان ينتمي نادي الهلال نيالا إلى مدينة نيالا عاصمة ولاية جنوب دارفور ويقع النادي تحديدا في وسط المدينة ويستحوذ على غالبية مشجعي كرة القدم في المدينة، ومن عجائب وسخرية القدر ان هذا النادي العملاق ذو الشعبية الجارفة لم يجد طريقه إلى الدوري السوداني الممتاز حتى الآن حيث انة لم يوفق في التاهل الي هذه البطولة منذ تأسيسة وحتي هذة اللحظة وذلك لأسباب كثيرة معروفة وغير معروفة,ومن أبرز الاسباب نتائج غير كافية في دوري الوسيط ومشاكل مالية وضعف الاعداد البدني وايضا خبرة اللاعبين و المنافسة القوية من أندية ولاية جنوب دارفور واقليم دارفور وايضا غياب الدعم الجماهيري خارج الارض

## نبذة تاريخية
تأسس نادى الهلال نيالا في العام 1948 بصفته الرسمية وحمل اسم الهلال. ويعتبر واحدا من أكبر الانديه جماهيرية في إقليم دارفور. وظل الهلال نيالا يشارك في بطولات الدورى التأهيلى المؤهل للمتاز مرارا وتكرارا إلا أن كثيرا من المعوقات كانت توضع في طريقه لمنعه من الوصول إلى البطولة السودانية الأولى ولكن للفريق العديد من الاشراقات في بطولة كأس السودان القومية حيث وصل إلى نصف نهائي البطولة في أربع مناسبات محققا نتائج مميزه جدا.
يقع مقر نادى الهلال نيالا تحديدا في حى السينما بوسط مدينة نيالا ويرتاده أعضاء النادى ليلا بصفه مستمره حيث يشهد النادى العديد من الألعاب منها الألعاب القتاليه بمختلف أنواعها إضافة إلى تنس الطاولة والبلياردو والشطرنج إضافة إلى ألعاب التسلية للاعضاء مثل الكوتشينه والدومينو..
اللقب الذي يحمله نادى الهلال نيالا هو «السلاطين» ويطلقه الجمهور على الفريق بعد أن سيطر تماما على دورى نيالا محرزا اللقب ست مرات متتالية إضافة إلى أنه كان الممثل الأكثر وصولا إلى الادوار المتقدمة في بطولتى التأهيلى وكاس السودان من اندية دارفور